# Kvcd
 (octobre 2017).
KVCD est une modification de la structure GOP et de la Quantification matricielle du standard MPEG-1 et MPEG-2.  Il rend possible la création de 120 minutes de vidéo qui s'approche de la qualité vidéo d'un DVD, en fonction du matériel encodé, sur un média CD-ROM (ou CD-RW) de 80 minutes.  

## Compatibilité
Les fichiers MPEG ainsi créés pourront être lus par la plupart des lecteurs DVD contemporains.  Il est cependant impératif de les graver sur un média selon la norme VCD ou svcd non-standard avec différents logiciels de gravure.

## Spécifications
Les spécifications officielles, nommées KVCDx3, spécifient une résolution de 528 x 480 NTSC et 528 x 576 PAL au format MPEG-1 en mode VBR variant entre 64 kb/s à 3 000 kb/s. 
Fait à noter : il est possible d'encoder jusqu'à 360 minutes de vidéo à une qualité proche du VCD sur le même média (CD-R/RW de 80 minutes) en utilisant des résolutions de 352 x 240 NTSC ou 352 x 288 PAL.

## Remarques
Il est possible de lire un fichier KVCD avec le logiciel VLC sans avoir à graver le CD.